# Hanamageri, Kushtagi
Hanamageri là một làng thuộc tehsil Kushtagi, huyện Koppal, bang Karnataka, Ấn Độ.